# Fearless (album de Taylor Swift)
Fearless este al doilea album de studio al cântereței Taylor Swift, lansat pe 11 noiembrie 2008 în SUA, cu o ediție internațională lansată pe 9 martie 2009. Scris în mare parte de Taylor singură, include de asemenea scriitorii Liz Rose, Hillary Lindsey, Colbie Caillat și John Rich. Swift a și co-produs toate cântecele împreună cu Nathan Chapman.
Albumul este country-pop, având instrumente clasice cu ar fi banjo-ul, mandoline și chitare acustice împreunate cu chitare electrice. Inspirat de sentimentele artistei din adolescență, albumul exploră teme ca iubirea, tristețea și aspirații. Titlul albumului se referă la la tematica întreagă a acestuia, surprinzând curajul artistei de a fi deschisă la încercările provocate de iubire.